# Dragun (biljni rod)
Dragun (lat. Diospyros),  veliki kozmopolitski biljni rod iz porodice dragunovki. Pripada mu 794 vrsta raširenih posebno u Maleziji, Kini (60), Madagaskar (85) nekoliko vrsta u umjerenim regijama (zapadne Azije, Japan, jugoistočni SAD). Mnoge neopisane vrste (oko 140) ostale su na Madagaskaru.. 
Dvije vrste su u Hrvatskoj, obje uvezene, to su japanski dragun (D. kaki), i crljenkasti dragun (D. lotus)

## Vrste
1. Diospyros abyssinica (Hiern) F.White
2. Diospyros acapulcensis Kunth
3. Diospyros acocksii (De Winter) De Winter
4. Diospyros acris Hemsl.
5. Diospyros aculeata H.Perrier
6. Diospyros acuminata (Thwaites) Kosterm.
7. Diospyros acuta Thwaites
8. Diospyros adenophora Bakh.
9. Diospyros adiensis Kosterm.
10. Diospyros aequoris Standl.
11. Diospyros affinis Thwaites
12. Diospyros agnitser B.Walln.
13. Diospyros aifatensis Kosterm.
14. Diospyros alatella Kosterm.
15. Diospyros albiflora Alston
16. Diospyros alboflavescens (Gürke) F.White
17. Diospyros alisu B.Walln.
18. Diospyros alpina Kosterm.
19. Diospyros amabi B.Walln.
20. Diospyros amanap B.Walln.
21. Diospyros amaniensis Gürke
22. Diospyros ambanjensis G.E.Schatz & Lowry
23. Diospyros amboinensis Bakh.
24. Diospyros amborelloides G.E.Schatz & Lowry
25. Diospyros analamerensis H.Perrier
26. Diospyros andamanica (Kurz) Bakh.
27. Diospyros andohahelensis G.E.Schatz & Lowry
28. Diospyros angulata Poir.
29. Diospyros anisandra S.F.Blake
30. Diospyros anisocalyx C.Y.Wu
31. Diospyros anitae F.White
32. Diospyros anosivolensis H.Perrier
33. Diospyros antakaranae Capuron ex G.E.Schatz & Lowry
34. Diospyros antongilensis G.E.Schatz & Lowry
35. Diospyros antsirananae G.E.Schatz & Lowry
36. Diospyros apeibacarpos Raddi
37. Diospyros apiculata Hiern
38. Diospyros arenicola A.G.Linan, E.Schatz & Lowry
39. Diospyros areolata King & Gamble
40. Diospyros areolifolia Kosterm.
41. Diospyros argentea Griff.
42. Diospyros armata Hemsl.
43. Diospyros artanthifolia Mart. ex Miq.
44. Diospyros arupaj B.Walln.
45. Diospyros assimilis Bedd.
46. Diospyros atrata (Thwaites) Alston
47. Diospyros attenuata Thwaites
48. Diospyros aurea Teijsm. & Binn.
49. Diospyros australis (R.Br.) Hiern
50. Diospyros balansae Guillaumin
51. Diospyros balfouriana Diels
52. Diospyros baloen-ldjoek Bakh.
53. Diospyros bambuseti H.R.Fletcher
54. Diospyros bangkana Bakh.
55. Diospyros bangoiensis Lecomte
56. Diospyros baranensis Lecomte
57. Diospyros barberi Ramaswami
58. Diospyros bardotiae H.N.Rakouth, G.E.Schatz & Lowry
59. Diospyros baroniana H.Perrier
60. Diospyros barteri Hiern
61. Diospyros batocana Hiern
62. Diospyros beankensis A.G.Linan, G.E.Schatz & Lowry
63. Diospyros beberonnii G.E.Schatz & Lowry
64. Diospyros beccarioides Ng
65. Diospyros bejaudii Lecomte
66. Diospyros bemarivensis H.Perrier
67. Diospyros benghalensis Bakh.
68. Diospyros benstonei Kosterm.
69. Diospyros bernieriana (Baill.) H.Perrier
70. Diospyros betamponensis G.E.Schatz & Lowry
71. Diospyros bezofensis H.Perrier
72. Diospyros bibracteata Bakh.
73. Diospyros bipindensis Gürke
74. Diospyros blepharophylla Standl.
75. Diospyros blumutensis Ng
76. Diospyros boala De Wild.
77. Diospyros boinensis (H.Perrier) G.E.Schatz & Lowry
78. Diospyros boiviniana (Baill.) G.E.Schatz & Lowry
79. Diospyros boivinii Hiern
80. Diospyros bonii Lecomte
81. Diospyros borbonica I.Richardson
82. Diospyros borneensis Hiern
83. Diospyros bourdillonii Brandis
84. Diospyros boutoniana A.DC.
85. Diospyros brainii Ng
86. Diospyros brandisiana Kurz
87. Diospyros brasiliensis Mart. ex Miq.
88. Diospyros brassica F.White
89. Diospyros brevicalyx Boerl. & Koord.
90. Diospyros brideliifolia Elmer
91. Diospyros britannoborneensis Bakh.
92. Diospyros bullata A.C.Sm.
93. Diospyros bumelioides Standl.
94. Diospyros bundeyana Kosterm.
95. Diospyros burmanica Kurz
96. Diospyros bussei Gürke
97. Diospyros buxifolia (Blume) Hiern
98. Diospyros cacharensis (Das & Kanjilal f.) H.B.Naithani
99. Diospyros cachimboensis Pires & Cavalc.
100. Diospyros calcicola Merr.
101. Diospyros calciphila F.White
102. Diospyros californica I.M.Johnst.
103. Diospyros callmanderi G.E.Schatz & Lowry
104. Diospyros caloneura C.Y.Wu
105. Diospyros calophylla Hiern
106. Diospyros calycantha Schwarz
107. Diospyros cambodiana Lecomte
108. Diospyros campanulata Bakh.
109. Diospyros canaliculata De Wild.
110. Diospyros candolleana Wight
111. Diospyros capreifolia Mart. ex Hiern
112. Diospyros capricornuta F.White
113. Diospyros carbonaria Benoist
114. Diospyros caribaea (A.DC.) Standl.
115. Diospyros carpinifolia (Ridl.) Bakh.
116. Diospyros castanea (Craib) H.R.Fletcher
117. Diospyros cathayensis Steward
118. Diospyros caudisepala Bakh.
119. Diospyros cauliflora Blume
120. Diospyros cauligera F.White
121. Diospyros cavalcantei Sothers
122. Diospyros cayennensis A.DC.
123. Diospyros celebica Bakh.
124. Diospyros chaetocarpa Kosterm.
125. Diospyros chamaethamnus Dinter ex Mildbr.
126. Diospyros chartacea Wall. ex A.DC.
127. Diospyros cherrieri F.White
128. Diospyros chevalieri De Wild.
129. Diospyros chitoniophora Capuron ex A.G.Linan, G.E.Schatz & Lowry
130. Diospyros chloroxylon Roxb.
131. Diospyros choboensis Lecomte
132. Diospyros christophersenii Fosberg
133. Diospyros chrysocarpa F.White
134. Diospyros chrysophyllos Poir.
135. Diospyros chunii F.P.Metcalf & L.Chen
136. Diospyros cinnabarina (Gürke) F.White
137. Diospyros cinnamomoides H.Perrier
138. Diospyros cleistantha O.Lachenaud & G.E.Schatz
139. Diospyros clementium Bakh.
140. Diospyros clusiifolia (Hiern) G.E.Schatz & Lowry
141. Diospyros coaetanea H.R.Fletcher
142. Diospyros coccinea Gürke ex De Wild.
143. Diospyros coccolobifolia Mart. ex Miq.
144. Diospyros comorensis Hiern
145. Diospyros confertiflora (Hiern) Bakh.
146. Diospyros conformis Bakh.
147. Diospyros conocarpa Gürke ex K.Schum.
148. Diospyros consanguinea Merr.
149. Diospyros consolatae Chiov.
150. Diospyros conzattii Standl.
151. Diospyros cooperi (Hutch. & Dalziel) F.White
152. Diospyros corallina Chun & L.Chen
153. Diospyros cordata (Hiern) Bakh.
154. Diospyros cordato-oblonga Kosterm.
155. Diospyros cordifolia Roxb.
156. Diospyros coriacea Hiern
157. Diospyros courrierensis A.G.Linan, G.E.Schatz & Lowry
158. Diospyros coursiana H.Perrier
159. Diospyros courtallumensis Bahadur & P.K.Gaur
160. Diospyros crassiflora Hiern
161. Diospyros crassifolia A.G.Linan, G.E.Schatz & Lowry
162. Diospyros crassinervis (Krug & Urb.) Standl.
163. Diospyros crassipedicellata G.E.Schatz & Lowry
164. Diospyros crebripilis Kosterm.
165. Diospyros crockerensis Ng
166. Diospyros crumenata Thwaites
167. Diospyros cupulifera H.Perrier
168. Diospyros cupulosa (F.Muell.) F.Muell.
169. Diospyros curranii Merr.
170. Diospyros daemona Bakh.
171. Diospyros dalyom B.Walln.
172. Diospyros danguyana H.Perrier
173. Diospyros danxiaensis (R.H.Miao & W.Q.Liu) Y.H.Tong & N.H.Xia
174. Diospyros darainensis G.E.Schatz & Lowry
175. Diospyros dasyphylla Kurz
176. Diospyros decandra Lour.
177. Diospyros decaryana H.Perrier
178. Diospyros decaryoides G.E.Schatz & Lowry
179. Diospyros defectrix H.R.Fletcher
180. Diospyros dendo Welw. ex Hiern
181. Diospyros densiflora Wall. ex G.Don
182. Diospyros dichroa Sandwith
183. Diospyros dichrophylla (Gand.) De Winter
184. Diospyros dicorypheoides H.Perrier
185. Diospyros dictyoneura Hiern
186. Diospyros diepenhorstii Miq.
187. Diospyros dinhensis T.H.Nguyên
188. Diospyros discocalyx Merr.
189. Diospyros discolor Willd.
190. Diospyros diversifolia Hiern
191. Diospyros diversilimba Merr. & Chun
192. Diospyros dodecandra Lour.
193. Diospyros dolmen B.Walln.
194. Diospyros domarkind B.Walln.
195. Diospyros domingensis (Urb.) Alain
196. Diospyros dumetorum W.W.Sm.
197. Diospyros dussaudii Lecomte
198. Diospyros ebenifera (H.Perrier) G.E.Schatz & Lowry
199. Diospyros ebenum J.Koenig
200. Diospyros eburnea Bakh.
201. Diospyros egbert-walkeri Kosterm.
202. Diospyros egleri Pires & Cavalc.
203. Diospyros egrettarum I.Richardson
204. Diospyros ehretioides Wall. ex A.DC.
205. Diospyros ekodul B.Walln.
206. Diospyros elegans C.B.Clarke
207. Diospyros elephasii Lecomte
208. Diospyros elliotii (Hiern ex Scott Elliot) F.White
209. Diospyros ellipsoidea King & Gamble
210. Diospyros elliptifolia Merr.
211. Diospyros enervis (H.Perrier) G.E.Schatz & Lowry
212. Diospyros eriantha Champ. ex Benth.
213. Diospyros erinacea (H.Perrier) G.E.Schatz & Lowry
214. Diospyros erudita F.White
215. Diospyros erythrosperma H.Perrier
216. Diospyros esmereg B.Walln.
217. Diospyros eucalyptifolia Bakh.
218. Diospyros euphlebia Merr.
219. Diospyros evena Bakh.
220. Diospyros everettii Merr.
221. Diospyros falyi G.E.Schatz & Lowry
222. Diospyros fanjingshanica S.K.Lee
223. Diospyros fasciculosa (F.Muell.) F.Muell.
224. Diospyros fasimainty G.E.Schatz & Lowry
225. Diospyros fastidiosa F.White
226. Diospyros feliciana Letouzey & F.White
227. Diospyros fenal B.Walln.
228. Diospyros fengchangensis S.Y.Lu
229. Diospyros fengii C.Y.Wu
230. Diospyros ferox Bakh.
231. Diospyros ferruginescens Bakh.
232. Diospyros filipendula Pierre ex Lecomte
233. Diospyros filipes H.Perrier
234. Diospyros fischeri Gürke
235. Diospyros flavocarpa (Vieill. ex P.Parm.) F.White
236. Diospyros fleuryana A.Chev. ex Lecomte
237. Diospyros foliolosa Wall.
238. Diospyros foliosa (Rich. ex A.Gray) Bakh.
239. Diospyros forbesii Bakh.
240. Diospyros forrestii J.Anthony
241. Diospyros foxworthyi Bakh.
242. Diospyros fragrans Gürke
243. Diospyros frutescens Blume
244. Diospyros fuscovelutina Baker
245. Diospyros fusicarpa Bakh.
246. Diospyros fusiformis Kosterm.
247. Diospyros gabunensis Gürke
248. Diospyros gallo B.Walln.
249. Diospyros galpinii (Hiern) De Winter
250. Diospyros gambleana Bakh.
251. Diospyros gaultheriifolia Mart. ex Miq.
252. Diospyros geayana (H.Perrier) G.E.Schatz & Lowry
253. Diospyros ghatensis B.R.Ramesh & De Franceschi
254. Diospyros gigantocarpa Kosterm.
255. Diospyros gillespiei (Fosberg) Kosterm.
256. Diospyros gilletii De Wild.
257. Diospyros gillisonii Kosterm.
258. Diospyros glabra (L.) De Winter
259. Diospyros glabrata (Warb) Kosterm.
260. Diospyros glandulifera De Winter
261. Diospyros glandulosa Lace
262. Diospyros glans (Vieill. ex Parm.) F.White
263. Diospyros glaucophylla Bakh.
264. Diospyros glomerata Spruce
265. Diospyros goudotii Hiern
266. Diospyros gracilescens Gürke
267. Diospyros gracilipes Hiern
268. Diospyros gracilis H.R.Fletcher
269. Diospyros grandiflora G.E.Schatz & Lowry
270. Diospyros granitica Jessup
271. Diospyros greenwayi F.White
272. Diospyros greshoffiana Koord. ex Bakh.
273. Diospyros greveana H.Perrier
274. Diospyros grex F.White
275. Diospyros grisebachii (Hiern) Standl.
276. Diospyros guatterioides A.C.Sm.
277. Diospyros guianensis Gürke
278. Diospyros hackenbergii Diels
279. Diospyros hainanensis Merr.
280. Diospyros hainanensis T.H.Nguyên
281. Diospyros halesioides Griseb
282. Diospyros hallierii Bakh.
283. Diospyros haplostylis Boivin ex Hiern
284. Diospyros hasseltii Zoll.
285. Diospyros hassleri Hiern
286. Diospyros havilandii Bakh.
287. Diospyros hayatae Lecomte
288. Diospyros hazomainty H.Perrier
289. Diospyros hebecarpa A.Cunn. ex Benth.
290. Diospyros hemicycloides (F.Muell. ex Benth.) Jessup
291. Diospyros hemiteles I.Richardson
292. Diospyros hequetiae G.E.Schatz, Lowry & Fleurot
293. Diospyros heterosepala H.Perrier
294. Diospyros heterotricha (B.L.Burtt) F.White
295. Diospyros heudelotii Hiern
296. Diospyros hexamera C.Y.Wu
297. Diospyros hierniana (King & Gamble) Bakh.
298. Diospyros hillebrandii (Seem.) Fosberg
299. Diospyros hirsuta L.f.
300. Diospyros holeana B.L.Gupta & P.C.Kanjilal
301. Diospyros holttumii Bakh.
302. Diospyros hongwae G.E.Schatz, Lowry & Phillipson
303. Diospyros howii Merr. & Chun
304. Diospyros hoyleana F.White
305. Diospyros humbertiana H.Perrier
306. Diospyros impia B.Walln.
307. Diospyros implexicalyx H.Perrier
308. Diospyros impolita F.White
309. Diospyros impressa Dunn & R.Williams
310. Diospyros inconstans Jacq.
311. Diospyros inexplorata F.White
312. Diospyros inflata Merr. & Chun
313. Diospyros inhacaensis F.White
314. Diospyros insidiosa Bakh.
315. Diospyros insignis Thwaites
316. Diospyros insularis Bakh.
317. Diospyros intricata (A.Gray) Standl.
318. Diospyros ismailii Ng
319. Diospyros iturensis (Gürke) Letouzey & F.White
320. Diospyros janowskyi Bakh.
321. Diospyros japonica Siebold & Zucc.
322. Diospyros javanica Bakh.
323. Diospyros johnstoniana Standl. & Steyerm.
324. Diospyros johorensis Ng
325. Diospyros juruensis A.C.Sm.
326. Diospyros kabuyeana F.White
327. Diospyros kajangensis Bakh.
328. Diospyros kaki Thunb. ex L.f.
329. Diospyros kamerunensis Gürke
330. Diospyros kanizur B.Walln.
331. Diospyros kanjilalii Duthie
332. Diospyros kanurii F.White
333. Diospyros katendei Verdc.
334. Diospyros kely G.E.Schatz & Lowry
335. Diospyros keningauensis Ng
336. Diospyros kerrii Craib
337. Diospyros ketsensis H.Perrier
338. Diospyros ketun B.Walln.
339. Diospyros kika Debb. & Biswas
340. Diospyros kingii Bakh.
341. Diospyros kintungensis C.Y.Wu
342. Diospyros kirkii Hiern
343. Diospyros kochummenii Ng
344. Diospyros koeboeensis Bakh.
345. Diospyros koenigii Kosterm.
346. Diospyros kolom B.Walln.
347. Diospyros kondor B.Walln.
348. Diospyros korthalsiana Hiern
349. Diospyros korupensis Gosline
350. Diospyros kostermansii V.Singh
351. Diospyros kotoensis T.Yamaz.
352. Diospyros krukovii A.C.Sm.
353. Diospyros kupensis Gosline
354. Diospyros kurzii Hiern
355. Diospyros labillardierei F.White
356. Diospyros laevis Bojer ex A.DC.
357. Diospyros lanceifolia Roxb.
358. Diospyros lanceolata Poir.
359. Diospyros landii Cavalcante
360. Diospyros laoensis Tagane & Soulad.
361. Diospyros lasiocalyx (Mart.) B.Walln.
362. Diospyros lateralis Hiern
363. Diospyros latisepala Ridl.
364. Diospyros latispathulata H.Perrier
365. Diospyros laurina (R.Br.) Jessup
366. Diospyros leei Yan Liu, Song Shi & Y.S.Huang
367. Diospyros leucocalyx Hiern
368. Diospyros leucomelas Poir.
369. Diospyros liberiensis A.Chev. ex Hutch. & Dalziel
370. Diospyros linanii Rasingam & Karthig.
371. Diospyros lissocarpoides Sandwith
372. Diospyros littoralis Capuron ex G.E.Schatz & Lowry
373. Diospyros littorea (R.Br.) Kosterm.
374. Diospyros lokohensis (H.Perrier) G.E.Schatz & Lowry
375. Diospyros lolin Bakh.
376. Diospyros lolinopsis Kosterm.
377. Diospyros longibracteata Lecomte
378. Diospyros longiciliata Merr.
379. Diospyros longiflora Letouzey & F.White
380. Diospyros longipedicellata Lecomte
381. Diospyros longipilosa Phengklai
382. Diospyros longistyla A.C.Sm.
383. Diospyros longshengensis S.K.Lee
384. Diospyros lotus L.
385. Diospyros loureiroana G.Don
386. Diospyros louvelii H.Perrier
387. Diospyros lowryi G.E.Schatz
388. Diospyros lunduensis Ng
389. Diospyros lycioides Desf.
390. Diospyros mabacea (F.Muell.) F.Muell.
391. Diospyros maclurei Merr.
392. Diospyros macrocarpa Hiern
393. Diospyros macrophylla Blume
394. Diospyros maculata G.E.Schatz & Lowry
395. Diospyros madecassa H.Perrier
396. Diospyros mafiensis F.White
397. Diospyros magogoana F.White
398. Diospyros maingayi (Hiern) Bakh.
399. Diospyros major (G.Forst.) Bakh.
400. Diospyros malabarica (Desr.) Kostel.
401. Diospyros malaccensis Bakh.
402. Diospyros malacothrix Kosterm.
403. Diospyros malandy H.N.Rakouth, Randrianaivo, G.E.Schatz & Lowry
404. Diospyros manampetsae H.Perrier
405. Diospyros manausensis Cavalcante
406. Diospyros mandenensis H.N.Rakouth, G.E.Schatz & Lowry
407. Diospyros mangabensis A.DC.
408. Diospyros mangorensis H.Perrier
409. Diospyros mannii Hiern
410. Diospyros manongarivensis A.G.Linan, G.E.Schatz & Lowry
411. Diospyros manu B.Walln.
412. Diospyros mapingo H.Perrier
413. Diospyros margaretae F.White
414. Diospyros maritima Blume
415. Diospyros marmorata R.Parker
416. Diospyros martabanica C.B.Clarke
417. Diospyros martini Benoist
418. Diospyros masoalensis H.Perrier
419. Diospyros matheriana A.C.Sm.
420. Diospyros mcphersonii G.E.Schatz & Lowry
421. Diospyros meeusiana (H.Perrier) G.E.Schatz & Lowry
422. Diospyros melanida Poir.
423. Diospyros melanocarpa G.E.Schatz & Lowry
424. Diospyros melanoxylon Roxb.
425. Diospyros melocarpa F.White
426. Diospyros mespiliformis Hochst. ex DC.
427. Diospyros metcalfii Chun & L.Chen
428. Diospyros mexiae Standl.
429. Diospyros miaoshanica S.K.Lee
430. Diospyros micrantha Sandwith
431. Diospyros micromera Bakh.
432. Diospyros microrhombus Hiern
433. Diospyros miltomi Cavalcante
434. Diospyros mimusops G.E.Schatz & Lowry
435. Diospyros minahasae Bakh.
436. Diospyros mindanaensis Merr.
437. Diospyros minimifolia F.White
438. Diospyros minutiflora Bakh.
439. Diospyros minutisepala Kottaim.
440. Diospyros miroma B.Walln.
441. Diospyros moi Lecomte
442. Diospyros mollissima Kosterm.
443. Diospyros monbuttensis Gürke
444. Diospyros montana Roxb.
445. Diospyros montisgallicarum A.G.Linan, G.E.Schatz & Lowry
446. Diospyros moonii Thwaites
447. Diospyros morrisiana Hance in Walp.
448. Diospyros multibracteata (Merr.) Bakh.
449. Diospyros multiflora Blanco
450. Diospyros multimaculata C.Puglisi
451. Diospyros mun A.Chev. ex Lecomte
452. Diospyros muricata Bakh.
453. Diospyros mweroensis F.White
454. Diospyros myriophylla (H.Perrier) G.E.Schatz & Lowry
455. Diospyros myrmecocalyx (Hiern) Bakh.
456. Diospyros myrmecocarpa Mart. ex Miq.
457. Diospyros myrtifolia H.Perrier
458. Diospyros nana Bakh.
459. Diospyros nanay B.Walln.
460. Diospyros natalensis (Harv.) Brenan
461. Diospyros nebulorum Lecomte
462. Diospyros nebulosa F.White
463. Diospyros neglecta F.White
464. Diospyros neilgerrensis (Wight) Kosterm.
465. Diospyros nemorosa Bakh.
466. Diospyros neraudii A.DC.
467. Diospyros neurosepala Bakh.
468. Diospyros ngii I.M.Turner
469. Diospyros nhatrangensis Lecomte
470. Diospyros nidiformis G.E.Schatz & Lowry
471. Diospyros nigra (J.F.Gmel.) Perrier
472. Diospyros nigricortex C.Y.Wu
473. Diospyros nilagirica Bedd.
474. Diospyros nitidifolia A.G.Linan, G.E.Schatz & Lowry
475. Diospyros nodosa Poir.
476. Diospyros normanbyensis Kosterm.
477. Diospyros novoguineensis Bakh.
478. Diospyros nummulariifolia Kosterm.
479. Diospyros nur B.Walln.
480. Diospyros nutans King & Gamble
481. Diospyros oaxacana Standl.
482. Diospyros obducta (H.Perrier) G.E.Schatz & Lowry
483. Diospyros obliquifolia (Hiern ex Gürke) F.White
484. Diospyros oblonga Wall. ex G.Don
485. Diospyros obscurinerva A.G.Linan, G.E.Schatz & Lowry
486. Diospyros occlusa H.Perrier
487. Diospyros occulta F.White
488. Diospyros okkesii Kosterm.
489. Diospyros olacinoides (H.Perrier) G.E.Schatz & Lowry
490. Diospyros oldhamii Maxim.
491. Diospyros oleifera W.C.Cheng
492. Diospyros olen Hiern
493. Diospyros oligantha Merr.
494. Diospyros olivieri A.G.Linan, G.E.Schatz & Lowry
495. Diospyros oliviformis R.H.Miao
496. Diospyros onanae Gosline
497. Diospyros oocarpa Thwaites
498. Diospyros opaca C.B.Clarke
499. Diospyros oppositifolia Thwaites
500. Diospyros orbicularis G.E.Schatz & Lowry
501. Diospyros orthioneura Diels
502. Diospyros ottohuberi B.Walln.
503. Diospyros oubatchensis Kosterm.
504. Diospyros ovalifolia Wight
505. Diospyros ovalis Hiern
506. Diospyros palauensis (Kaneh.) Hosok.
507. Diospyros palembanica Bakh.
508. Diospyros pallens (Thunb.) F.White
509. Diospyros palmeri Eastw.
510. Diospyros pancheri Kosterm.
511. Diospyros panguana B.Walln.
512. Diospyros paniculata Dalzell
513. Diospyros papuana Valeton ex Bakh.
514. Diospyros parabuxifolia Ng
515. Diospyros parifolia H.Perrier
516. Diospyros parviflora (Schltr.) Bakh.
517. Diospyros parvifolia Hiern
518. Diospyros pauciflora King & Gamble
519. Diospyros peekelii Lauterb.
520. Diospyros pegophila I.M.Turner
521. Diospyros pemadasae Jayas.
522. Diospyros penangiana King & Gamble
523. Diospyros pendula Hasselt ex Hassk.
524. Diospyros penibukanensis Bakh.
525. Diospyros peninsularis Jessup
526. Diospyros pentamera (F.Muell.) J.Woods & F.Muell.
527. Diospyros perfida Bakh.
528. Diospyros perglauca H.Perrier
529. Diospyros perplexa F.White
530. Diospyros perreticulata H.Perrier
531. Diospyros perrieri Jum.
532. Diospyros pervilleana (Baill.) G.E.Schatz & Lowry
533. Diospyros pervillei Hiern
534. Diospyros phanrangensis Lecomte
535. Diospyros phengklaii Duangjai, Sinbumr. & Suddee
536. Diospyros philippinensis A.DC.
537. Diospyros phillipsonii G.E.Schatz & Lowry
538. Diospyros phlebodes (A.C.Sm.) A.C.Sm.
539. Diospyros phuketensis Phengklai
540. Diospyros phuwuaensis Duangjai, Rueangr. & Suddee
541. Diospyros physocalycina Gürke
542. Diospyros pierrei Lecomte
543. Diospyros pilosanthera Blanco
544. Diospyros pilosiuscula G.Don
545. Diospyros piresii Cavalcante
546. Diospyros piscatoria Gürke
547. Diospyros piscicapa Ridl.
548. Diospyros platanoides Letouzey & F.White
549. Diospyros platycalyx Hiern
550. Diospyros plectosepala Hiern
551. Diospyros plicaticalyx A.G.Linan, G.E.Schatz & Lowry
552. Diospyros pluviatilis Jessup
553. Diospyros poeppigiana A.DC.
554. Diospyros polita Bakh.
555. Diospyros polyalthioides Hiern
556. Diospyros polystemon Gürke
557. Diospyros poncei Merr.
558. Diospyros potamica Kosterm.
559. Diospyros potingensis Merr. & Chun
560. Diospyros preussii Gürke
561. Diospyros pruinosa Hiern
562. Diospyros pruriens Dalzell
563. Diospyros pseudoharmandii T.H.Nguyên
564. Diospyros pseudolanceolata G.E.Schatz & Lowry
565. Diospyros pseudomalabarica Bakh.
566. Diospyros pseudomespilus Mildbr.
567. Diospyros pseudoxylopia Mildbr.
568. Diospyros pterocalyx Bojer ex DC.
569. Diospyros pubescens Pers.
570. Diospyros pubiramulis A.G.Linan, G.E.Schatz & Lowry
571. Diospyros pulchra Bakh.
572. Diospyros puncticulosa Bakh.
573. Diospyros punctilimba C.Y.Wu
574. Diospyros pustulata F.White
575. Diospyros pyrrhocarpa Miq.
576. Diospyros pyrrhocarpoides B.R.Ramesh & De Franceschi
577. Diospyros quadrangularis G.E.Schatz & Lowry
578. Diospyros quaesita Thwaites
579. Diospyros quercina (Baill.) G.E.Schatz & Lowry
580. Diospyros quiloensis (Hiern) F.White
581. Diospyros rabehevitrae G.E.Schatz & Lowry
582. Diospyros rabiensis F.J.Breteler
583. Diospyros racemosa Roxb.
584. Diospyros rakotovaoi G.E.Schatz & Lowry
585. Diospyros ramiflora Roxb.
586. Diospyros ramisonii G.E.Schatz & Lowry
587. Diospyros ramulosa (E.Mey. ex A.DC.) De Winter
588. Diospyros ranirisonii G.E.Schatz, Lowry & Phillipson
589. Diospyros ranongensis Phengklai
590. Diospyros ratovosonii H.N.Rakouth, G.E.Schatz & Lowry
591. Diospyros reinae B.Walln.
592. Diospyros relit B.Walln.
593. Diospyros reticulinervis C.Y.Wu
594. Diospyros retusa H.N.Rakouth, G.E.Schatz & Lowry
595. Diospyros revaughanii I.Richardson
596. Diospyros revoluta Poir.
597. Diospyros revolutissima F.White
598. Diospyros rheophila Jessup
599. Diospyros rheophytica Kosterm.
600. Diospyros rhodocalyx Kurz
601. Diospyros rhododendroides Kosterm.
602. Diospyros rhombifolia Hemsl.
603. Diospyros ridleyi Bakh.
604. Diospyros ridsdalei Kosterm.
605. Diospyros riedelii (Hiern) B.Walln.
606. Diospyros rigida Hiern
607. Diospyros robolot B.Walln.
608. Diospyros ropourea B.Walln.
609. Diospyros rostrata (Merr.) Bakh.
610. Diospyros rotok B.Walln.
611. Diospyros rotundifolia Hiern
612. Diospyros rubicunda Gürke
613. Diospyros rubripetiolata G.E.Schatz & Lowry
614. Diospyros rufa King & Gamble
615. Diospyros rufogemmata Lecomte
616. Diospyros rufotomentosa G.E.Schatz & Lowry
617. Diospyros rumphii Bakh.
618. Diospyros sahayadryensis P.Daniel & Vajr.
619. Diospyros sakalavarum H.Perrier
620. Diospyros saldanhae Kosterm.
621. Diospyros salicifolia Humb. & Bonpl. ex Willd.
622. Diospyros salletii Lecomte
623. Diospyros samoensis A.Gray
624. Diospyros sandwicensis (A.DC.) Fosberg
625. Diospyros sankurensis Gürke
626. Diospyros santaremnensis Sandwith
627. Diospyros sanza-minika A.Chev.
628. Diospyros savannarum Kosterm.
629. Diospyros saxatilis S.K.Lee
630. Diospyros saxicola Hung T.Chang ex R.H.Miao
631. Diospyros scabiosa Bakh.
632. Diospyros scabra (Chiov.) Cufod.
633. Diospyros scabrida (Harv. ex Hiern) De Winter
634. Diospyros scalariformis H.R.Fletcher
635. Diospyros schmutzii Kosterm.
636. Diospyros sclerophylla H.Perrier
637. Diospyros scortechinii King & Gamble
638. Diospyros scottmorii B.Walln.
639. Diospyros selangorensis Bakh.
640. Diospyros senensis Klotzsch
641. Diospyros sennenii G.E.Schatz & Lowry
642. Diospyros sericea A.DC.
643. Diospyros serrana Sothers
644. Diospyros seychellarum (Hiern) Kosterm.
645. Diospyros shimbaensis F.White
646. Diospyros siamang Bakh.
647. Diospyros sichourensis C.Y.Wu
648. Diospyros siderophylla H.L.Li
649. Diospyros silicea G.E.Schatz, Lowry & Phillipson
650. Diospyros simaloerensis Bakh.
651. Diospyros simii (Kuntze) De Winter
652. Diospyros simulans F.White
653. Diospyros singaporensis Bakh.
654. Diospyros sintenisii (Krug & Urb.) Standl.
655. Diospyros sleumeri Kosterm.
656. Diospyros sogeriensis Bakh.
657. Diospyros sonorae Standl.
658. Diospyros soporifera Bakh.
659. Diospyros sororia Bakh.
660. Diospyros soubreana F.White
661. Diospyros soyauxii Gürke & K.Schum.
662. Diospyros sparsirama Hiern ex Greves
663. Diospyros sphaerantha Standl.
664. Diospyros sphaerosepala Baker
665. Diospyros sprucei Hiern
666. Diospyros squamifolia Kosterm.
667. Diospyros squamosa Bojer ex A.DC.
668. Diospyros squarrosa Klotzsch
669. Diospyros srilankana I.M.Turner
670. Diospyros stenocarpa (H.Perrier) G.E.Schatz & Lowry
671. Diospyros streptosepala Merr.
672. Diospyros stricta Roxb.
673. Diospyros strigosa Hemsl.
674. Diospyros styraciformis King & Gamble
675. Diospyros suarezensis G.E.Schatz, Lowry & Phillipson
676. Diospyros suaveolens Gürke
677. Diospyros subacuta Hiern
678. Diospyros subargentea O.Lachenaud, Dauby & G.E.Schatz
679. Diospyros subbullata G.E.Schatz & Lowry
680. Diospyros subenervis (H.Perrier) G.E.Schatz & Lowry
681. Diospyros subfalciformis H.Perrier
682. Diospyros subrhomboidea King & Gamble
683. Diospyros subsessilifolia H.Perrier
684. Diospyros subsessilis Kosterm.
685. Diospyros subtrinervis H.Perrier
686. Diospyros subtruncata Hochr.
687. Diospyros sulcata Bourd.
688. Diospyros sumatrana Miq.
689. Diospyros sundaica Bakh.
690. Diospyros sunyiensis Chun & L.Chen
691. Diospyros susarticulata Lecomte
692. Diospyros sutchuensis Yang
693. Diospyros sylvatica Roxb.
694. Diospyros taikintana G.E.Schatz & Lowry
695. Diospyros tampinensis H.Perrier
696. Diospyros tampolensis H.N.Rakouth, Lowry & G.E.Schatz
697. Diospyros tarim B.Walln.
698. Diospyros tehno C.Puglisi, Jimbo & Hagwood
699. Diospyros tenuiflora A.C.Sm.
700. Diospyros tenuipes Merr.
701. Diospyros tepu B.Walln.
702. Diospyros terengganuensis Ng
703. Diospyros terminalis Kosterm.
704. Diospyros tero B.Walln.
705. Diospyros tessellaria Poir.
706. Diospyros tessmannii Mildbr.
707. Diospyros tetraceros H.Perrier
708. Diospyros tetrandra Hiern
709. Diospyros tetrapoda H.Perrier
710. Diospyros tetrasperma Sw.
711. Diospyros texana Scheele
712. Diospyros thaiensis Phengklai
713. Diospyros thomasii Hutch. & Dalziel
714. Diospyros thorelii (Lecomte) T.H.Nguyên
715. Diospyros thouarsii Hiern
716. Diospyros thwaitesii (Hiern) Bedd.
717. Diospyros tireliae F.White
718. Diospyros tonkinensis A.Chev.
719. Diospyros torquata H.Perrier
720. Diospyros touranensis Lecomte
721. Diospyros toxicaria Hiern
722. Diospyros transita (Bakh.) Kosterm.
723. Diospyros transitoria Bakh.
724. Diospyros trianthos Phengklai
725. Diospyros trichophylla Alston
726. Diospyros tricolor (Schumach. & Thonn.) Hiern
727. Diospyros tridentata F.White
728. Diospyros tristis King & Gamble
729. Diospyros trisulca F.White
730. Diospyros trombetensis Sandwith
731. Diospyros tropophylla (H.Perrier) G.E.Schatz & Lowry
732. Diospyros troupinii F.White
733. Diospyros truncata Zoll. & Moritzi
734. Diospyros truncatifolia Caveney
735. Diospyros tsangii Merr.
736. Diospyros tuberculata Bakh.
737. Diospyros turfosa Kosterm.
738. Diospyros tutcheri Dunn
739. Diospyros uaupensis Cavalcante
740. Diospyros ubaita B.Walln.
741. Diospyros udaiyanii Udayan
742. Diospyros ulo Merr.
743. Diospyros ultima G.E.Schatz & Lowry
744. Diospyros umbrosa F.White
745. Diospyros undulata Wall. ex G.Don
746. Diospyros unisemina C.Y.Wu
747. Diospyros urep B.Walln.
748. Diospyros urschii H.Perrier
749. Diospyros uvida Jessup
750. Diospyros uzungwaensis Frim.-Møll. & Ndang.
751. Diospyros vaccinioides Lindl.
752. Diospyros variegata Kurz
753. Diospyros veillonii F.White
754. Diospyros velutinosa Bakh.
755. Diospyros velutipes (H.Perrier) G.E.Schatz & Lowry
756. Diospyros venablesii W.E.Cooper
757. Diospyros venenosa Bakh.
758. Diospyros venosa Wall. ex A.DC.
759. Diospyros vera (Lour.) A.Chev.
760. Diospyros vermoesenii De Wild.
761. Diospyros verrucosa Hiern
762. Diospyros vescoi Hiern
763. Diospyros vestita Benoist
764. Diospyros vieillardii (Hiern) Kosterm.
765. Diospyros vignei F.White
766. Diospyros villosa (L.) De Winter
767. Diospyros villosiuscula Kosterm.
768. Diospyros virgata (Gürke) Brenan
769. Diospyros virginiana L.
770. Diospyros viridicans Hiern
771. Diospyros vitiensis Gillespie
772. Diospyros wagemansii F.White
773. Diospyros wajirensis F.White
774. Diospyros wallichii King & Gamble
775. Diospyros whitei Dows.-Lem. & Pannell
776. Diospyros whitfordii Merr.
777. Diospyros whyteana (Hiern) F.White
778. Diospyros winitii H.R.Fletcher
779. Diospyros wrayi King & Gamble
780. Diospyros xavantina Sothers
781. Diospyros xiangguiensis S.K.Lee
782. Diospyros xishuangbannaensis C.Y.Wu & H.Zhu
783. Diospyros xylocarpa Y.M.Shui, W.H.Chen & Sima
784. Diospyros yandina Jessup
785. Diospyros yaouhensis (Schltr.) Kosterm.
786. Diospyros yatesiana Standl.
787. Diospyros yeobi Bakh.
788. Diospyros yomomo B.Walln.
789. Diospyros yucatanensis Lundell
790. Diospyros yunnanensis Rehder & E.H.Wilson
791. Diospyros zenkeri (Gürke) F.White
792. Diospyros zhenfengensis S.K.Lee
793. Diospyros zombensis (B.L.Burtt) F.White
794. Diospyros ×leonis (Britton & Wils.) Borhidi

## Vanjske poveznice
|  | Zajednički poslužitelj ima još gradiva o temi Diospyros |
|  | Wikivrste imaju podatke o taksonu Diospyros             |